# Cluzobra
Cluzobra är ett släkte av tvåvingar. Cluzobra ingår i familjen svampmyggor.

## Dottertaxa tillCluzobra, i alfabetisk ordning[1]
- Cluzobra accola
- Cluzobra aitkeni
- Cluzobra annulicornis
- Cluzobra antennulata
- Cluzobra binocellaris
- Cluzobra boliviana
- Cluzobra boulardi
- Cluzobra brunneicauda
- Cluzobra butleri
- Cluzobra christianae
- Cluzobra claripennis
- Cluzobra coptolithus
- Cluzobra dureti
- Cluzobra edwardsi
- Cluzobra elpidia
- Cluzobra fascipennis
- Cluzobra fissisterna
- Cluzobra flabellifera
- Cluzobra flavorufa
- Cluzobra fluminense
- Cluzobra fritzmuelleri
- Cluzobra fuscipennis
- Cluzobra grandcolasi
- Cluzobra lanei
- Cluzobra matilei
- Cluzobra odileae
- Cluzobra papaveroi
- Cluzobra phallosoma
- Cluzobra plaumanni
- Cluzobra poulaini
- Cluzobra praedicta
- Cluzobra sapiranga
- Cluzobra spinata
- Cluzobra spinulifera
- Cluzobra stangei
- Cluzobra tridigitata
- Cluzobra triocellata
- Cluzobra variegata
- Cluzobra vicina
- Cluzobra vockerothi
- Cluzobra yasuni